# بلخان بزرگ
رشته‌کوه بَلخانِ بزرگ (ترکمنی: Uly Balkan dagy) رشته‌کوهی در غرب ترکمنستان و در نزدیکی سواحل جنوب شرقی دریای خزر است.. اولی بالکان ۱٬۸۸۰ متر بالاتر از سطح دریا واقع شده‌است.
بستر خشک رود اوزبوی، رشته‌کوه بلخان بزرگ را از کوه بلخان کوچک و انتهای غربی خط الراس کپه‌داغ جدا می‌کند. این خط الراس از غرب به شرق به طول ۶۰ کیلومتر و عرض آن تا ۲۰ کیلومتر امتداد دارد. بلندترین نقطه رشته‌کوه بلخان بزرگ، آرلان (۱۸۸۰ متر) است. 
بلخان بزرگ عمدتاً از سنگ‌های آهکی و ماسه‌سنگ‌های دوره ژوراسیک و کرتاسه تشکیل شده‌است. دامنه‌ها بسیار در معرض دید قرار دارند، به خصوص دامنه شمالی تقریباً عمودی، در حالی که دامنه جنوبی توسط دره‌های عمیق بریده شده‌است. بیابان‌ها، نیمه بیابان‌ها و استپ‌های کوهستانی با خشکی‌های کوهی و جنگل‌های ارس بر چشم‌انداز این رشته‌کوه غالب است. بوته‌ها در تنگه‌های سایه‌دار رشد می‌کنند. 
در نزدیکی خط الراس موسوم به «نبیت‌داغ (نفت‌داغ، کوه نفت) میدان‌های نفتی وجود دارد. در کوه‌های بلخان بزرگ، در ۴ کیلومتری شرق روستای جبل، غار جبل وجود دارد که در آن A. P. Okladnikov یک بنای باستان‌شناسی چندلایه از دوران میان سنگی، نوسنگی و اوایل عصر برنز در سال‌های ۱۹۴۹–۱۹۵۰ پیدا کرد.